# Geophilus vittatus
Geophilus vittatus is een duizendpotensoort uit de familie van de Geophilidae. De wetenschappelijke naam van de soort is voor het eerst geldig gepubliceerd in 1820 door Raffinesque.